# خانه جلیل آرازی
خانه جلیل آرازی مربوط به دوره قاجار - دوره پهلوی است و در قزوین خیابان بوعلی، کوچه سنگ ۱۵ واقع شده و این اثر در تاریخ ۹ اردیبهشت ۱۳۸۲ با شمارهٔ ثبت ۸۵۷۰ به‌عنوان یکی از آثار ملی ایران به ثبت رسیده است.